# Solfato di alluminio e ammonio
Il solfato di alluminio e ammonio è un sale misto di ammonio e alluminio dell'acido solforico, che si trova prevalentemente in forma di solfato di alluminio e di ammonio dodecaidrato
A temperatura ambiente si presenta come un solido incolore e inodore.